# St. Jürgen (Heuerßen)

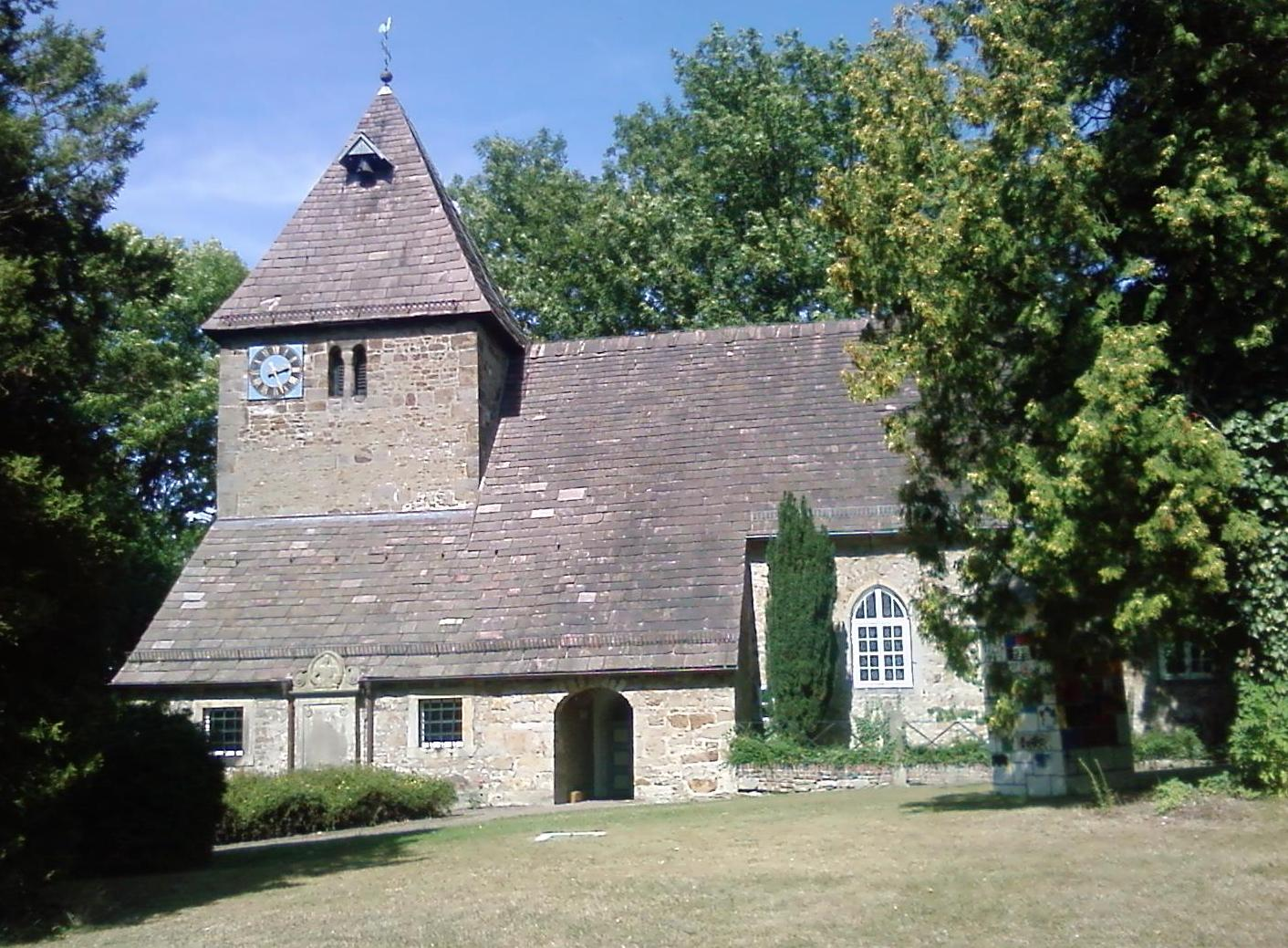
St. Jürgen

Die evangelisch-lutherische denkmalgeschützte Kirche St. Jürgen steht in Heuerßen, einer Gemeinde im Landkreis Schaumburg in Niedersachsen. Die Kirchengemeinde Heuerßen gehört zur Evangelisch-Lutherischen Landeskirche Schaumburg-Lippe.

## Beschreibung
Die im Wesentlichen spätromanische Saalkirche wurde am Ende des 12. Jahrhunderts aus Bruchsteinen gebaut. Sie hat keine Apsis. Der gedrungene quadratische Dachturm im Westen, der mit einem Pyramidendach bedeckt ist, hat rundbogige gekuppelte Klangarkaden mit Würfelkapitellen. Die ursprünglich kleinen Bogenfenster wurden später zum Teil durch spätgotische Fenster ersetzt. Das rundbogige Portal im Westen hat eine spätgotische kantige Laibung, dort steht die Jahreszahl 1565. Die mit einem Tonnengewölbe überspannte Sakristei an der Nordseite ist hochmittelalterlich, sie wurde nachträglich aufgestockt, so an einem Fenster mit 1608 datiert. Neben der kleinen Vorhalle im Westen an der Südseite befindet sich der tonnengewölbte Anbau für die ehemalige Gruft der Familie von Münchhausen aus dem 17. Jahrhundert. An der Westseite ist das Relief mit dem Porträt und dem Wappen und an der Südseite das Epitaph des 1643 ermordeten Christian von Münchhausen. Der Innenraum wurde nach und nach gewölbt, der durch einen rundbogigen Triumphbogen vom Langhaus abgesetzte Chor bereits Ende des 14. Jahrhunderts, die zwei Joche des Langhauses erst Ende des 15. Jahrhunderts. An der Nord- und Westseite des Langhauses wurden am Anfang des 17. Jahrhunderts hölzerne Emporen eingebaut, deren Brüstungen durch profilierte Paneele und einen Fries mit Zahnschnitt dekoriert sind. Die verglaste, ursprünglich offene Patronatsloge an der Nordwand des Chors ist laut Inschrift von 1698. An ihrer Brüstung sind Blendarkaden.